# لا كوستا
لا كوستا (بالإنجليزية: La Costa)‏ هي مغنية ومغنية مؤلفة أمريكية، ولدت في 12 ديسمبر 1951 في سيمينول في الولايات المتحدة.